# Зильберштейн, Август
Август Зильберштейн (нем. August Silberstein; 1 июля 1827, Будапешт — 7 марта 1900, Вена) — австрийский писатель.
Из еврейской семьи. Учился в Венском университете; после событий 1848 скитался долгое время по немецким университетам и, вернувшись на родину, был приговорён военным судом к 5-летнему заключению, но, благодаря амнистии 1856, получил свободу на три года раньше. Известность Зильберштейн получил благодаря: «Trutznachtigall, Lieder aus deutschem Wald» (1859, 3-е изд. 1870) и оригинальным, проникнутым искренним чувством деревенским рассказам: «Dorfschwalben aus Österreich» (1862—1863); юмористический роман «Hercules Schwach» (1864) упрочил его литературное положение.
Другие его сочинения:
- «Lieder» (1864, позже под названием: «Mein Herz in Liedern», 5-е изд. 1887);
- «Die Alpenrose von Ischl» (2-е изд. 1875), повесть;
- «Der Hallodri» (1868) — деревенский рассказ;
- «Land und Leute im Naßwald» (1868);
- социальный роман «Glänzende Bahnen» (2-е изд. 1874);
- «Deutsche Hochlandsgeschichten» (2-е изд. 1877);
- новая серия «Dorfschwalben aus Österreich» (1881);
- «Die Rosenzauberin» (1884);
- «Frau Sorge» (1886);
- «Landläufige Geschichten» (1886);
- «Dorfmusik» (1892);
- «Denksäulen im Gebiet der Kultur und Literatur» (1878);
- «Büchlein Klinginsland» (1878);
- «Hauschronik im Blumen— und Dichter-Schmuck» (3-е изд. 1884) и др.

## Личная жизнь
Был женат на вдове австрийского писателя Исаака Яйтелеса.